# Mastixis comptulalis
Mastixis comptulalis är en fjärilsart som beskrevs av Achille Guenée 1854. Mastixis comptulalis ingår i släktet Mastixis och familjen nattflyn. Inga underarter finns listade i Catalogue of Life.